# Ai (énekes)
Ai Carina Uemura (Los Angeles, 1981. november 2. –) japán dalszerző, énekes és énekes–dalszerző. Édesapja japán, édesanyja félig japán, félig amerikai olasz volt. Japánban K'naan mellett ő énekelte el a Wavin' Flag című számot, amivel a 2010-es MTV World Stage VMAJ-on is fellépett.